# Скат Смірнова
Скат Смірнова (Bathyraja smirnovi) — вид скатів роду Bathyraja з родини ромбові скати.

## Опис
Завдовжки 1,3 м та вагою близько 5 кг. У цього ската диск ромбічний із сильно витягнутою мордою. У середньому рядку є 24-34 шипа, паралельно йому — від очей до хвоста — короткі рядки дрібних шипів. Спина сірувато-синього кольору, черево біле, рідше — жовтувате.

## Спосіб життя
Це донний вид, бентофаг — від 100 до 1000 м. Живиться переважно рибою.
Скат яйцекладний. Яйця вкритті роговою шкаралупою.

## Розповсюдження
Зустрічається в Охотському і Японському морях до Берингової протоки.